# Orange (New Jersey)
Orange is een plaats (census-designated place) in de Amerikaanse staat New Jersey, en valt bestuurlijk gezien onder Essex County.

## Demografie
Bij de volkstelling in 2000 werd het aantal inwoners vastgesteld op 32.868.

## Geografie
Volgens het United States Census Bureau beslaat de plaats een oppervlakte van
5,7 km², geheel bestaande uit land. Orange ligt op ongeveer 93 m boven zeeniveau.

## Plaatsen in de nabije omgeving
De onderstaande figuur toont nabijgelegen plaatsen in een straal van 8 km rond Orange.

## Geboren
- Samuel Prescott Bush (1863-1948), directeur
- Dickinson W. Richards (1895-1973), arts, fysioloog en Nobelprijswinnaar (1956)
- Roy Scheider (1932-2008), acteur
- Dionne Warwick (1940), zangeres, actrice en televisiepresentatrice
- Mark Kelly (1964), senator, voormalig astronaut
- Scott Kelly (1964), astronaut